# 水景物

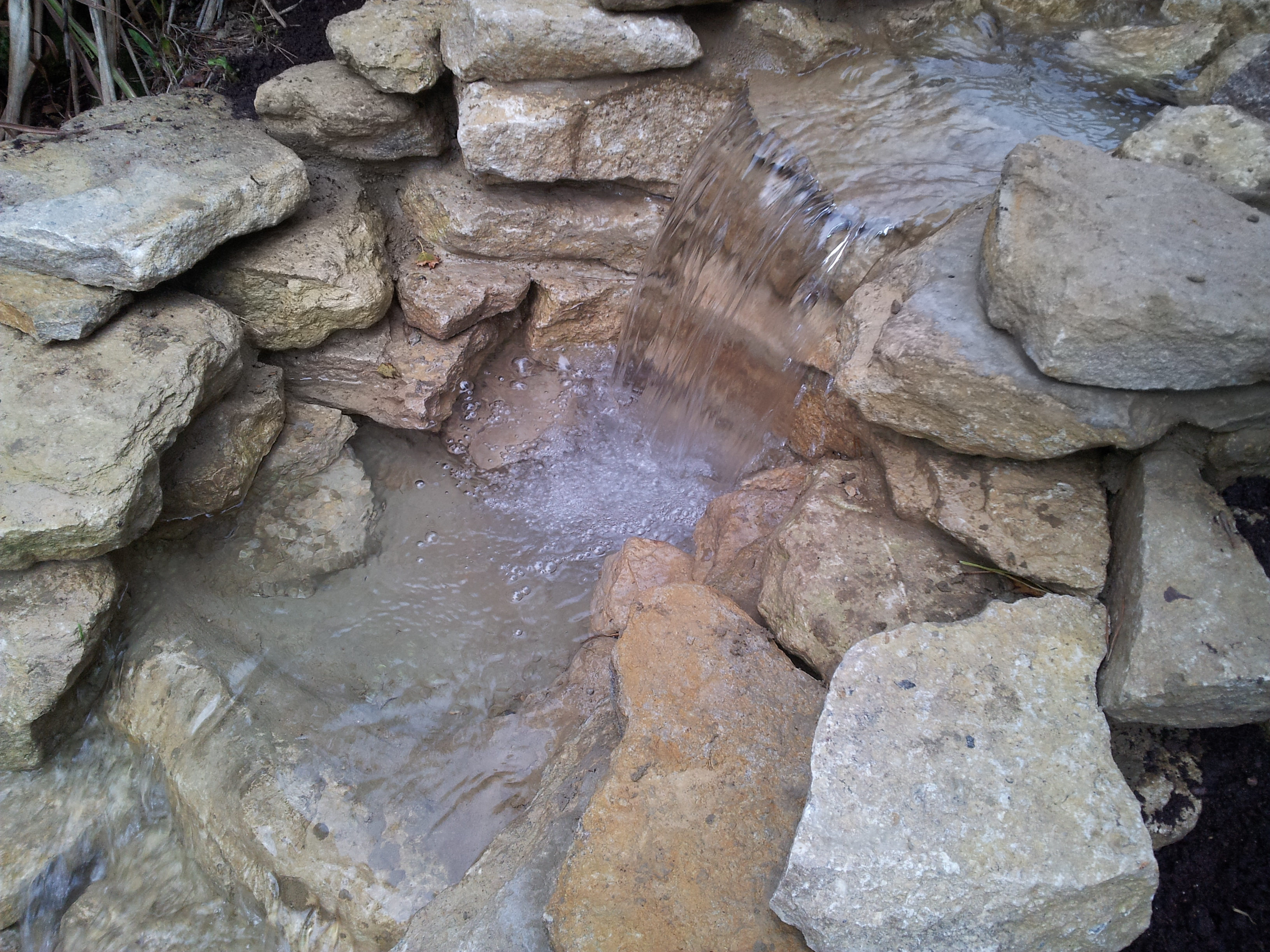
石滝を備える水景物（天然の岩の上をカスケードにして、自然な山腹の水景を形成）

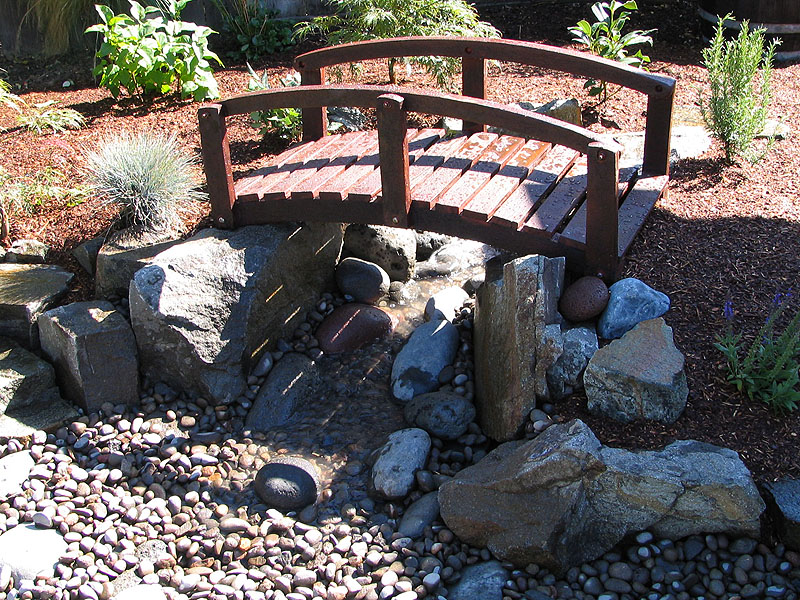
アメリカ合衆国オレゴン州ジャクソンビルにある小さな池のない水景物（貯水池とポンプは見えない岩の下にある）

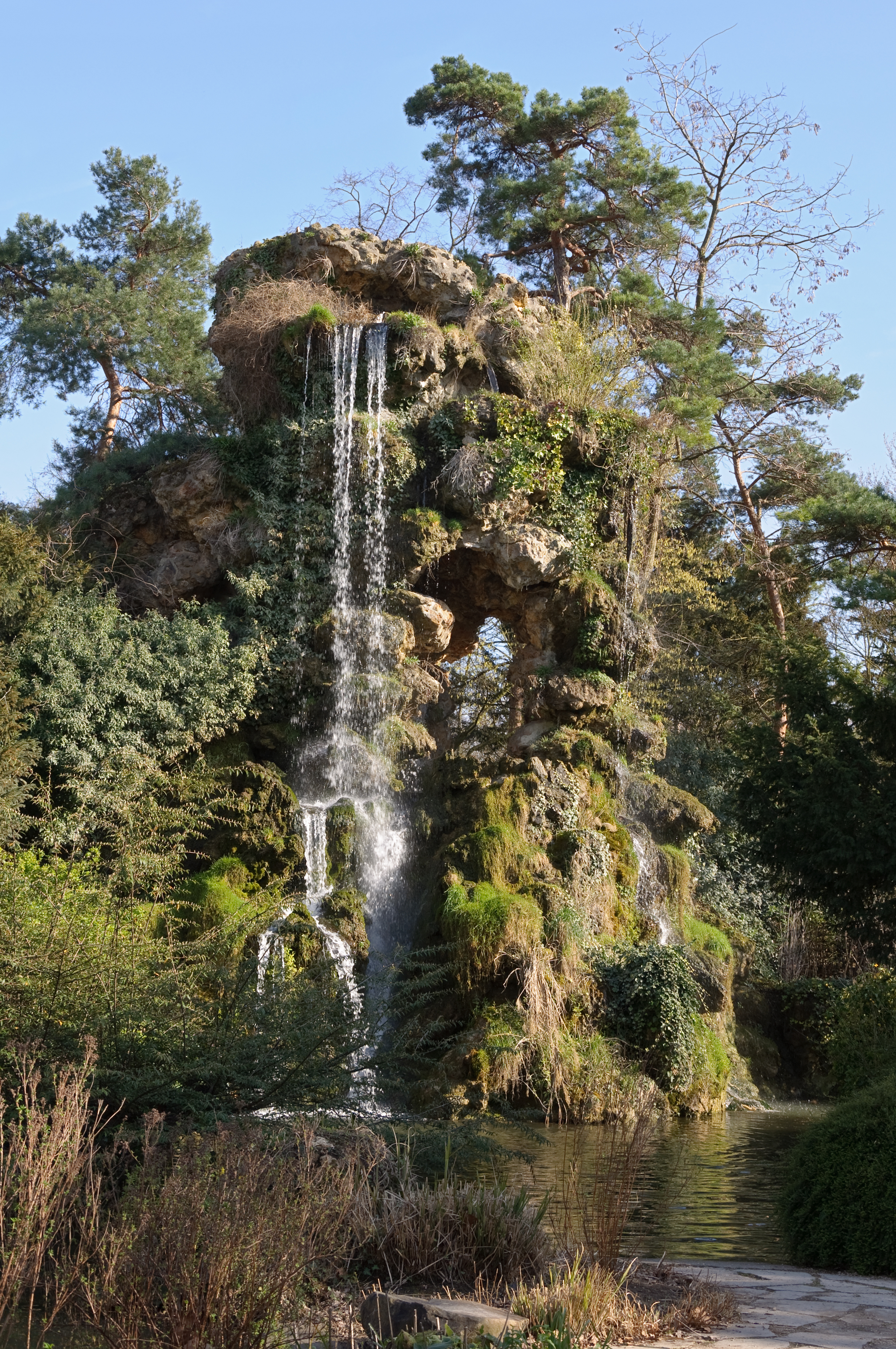
フランスのバガテル公園の人工滝

水景物（すいけいぶつ）、水景施設（すいけいしせつ）とは、水を活用した景観設備・建築物。また水景（すいけい）は、天然（自然）か人工かにかかわらず水が織りなす景観をいう。
造園と庭の設計における水景物は、水景を成す1つ以上のアイテムであり、水盤、噴水、ジュ・ドー（仏: Jeux d'eau）、カナル（運河）、プール（インフィニティ・プール等）、池（池泉）、リル、人工滝 および人工渓流などがあげられる。 

## 概説
水景物は屋内または屋外の場合とがあり、デスクトップサイズの噴水から大きな建物の壁全体を覆う大きな屋内の滝まで、またサイズもさまざまで、材料も石、ステンレス鋼、樹脂、鉄、ガラスなどが使用され、現在では単純なタイマーでアクチュエータから音楽を水と光のアニメーションなどを導入する高度なコンピューター制御に至るまで、電子制御も利用される。注目すべき現代的な例として、イギリスのロンドンにあるダイアナ妃記念噴水など。多くの場合縁石などの外構の魅力の増加、家の資産価値、騒音公害の減少（外部騒音を上回る水の音による）、乾燥地域の湿度の増加、 空気質の改善など、住宅所有者に追加の利点がある。
古代では重力、人力または動物のちからで水を汲み上げていた。18世紀以来、水の機能の大部分はポンプによって駆動されていくが過去には動力源は時として蒸気機関なども利用されたが、現代ではほとんどが電気による動力供給がなされている。
近代初期のヨーロッパでは噴水は裕福な大邸宅の精巧な庭園でみられ、現代では自治体または公共によって提供される都市デザインの要素になる可能性もみうけられるし、中流階級の家の庭でもよく導入がなされる。場所に水を引き込む動力は18世紀以前は主に重力による供給であったとされるが、有名なバビロンのハンギングガーデンでは、アルキメディアン・スクリューによって供給されているというストラボンによる記録がある。
現代の水景物は通常、自己完結型で水を引き込む必要がない。むしろ、水は池または隠された貯水池（サンプとも呼ばれる）から循環リサイクルされている。貯水槽は水域内に収容するか、地下に埋めることも可能（屋外の水域の場合）。水供給は今日では水槌ポンプを使用して動力供給がなされている。また市場が確立され、人々が太陽光発電などの代替設置方法を認識するようになるにつれて、革新的な設計の範囲が広がっている。太陽光発電を使用する利点には、環境への配慮や庭に電線が見えなくなること、および無料のエネルギーであることなどがあげられる。